# Dværggalakse
En dværggalakse er en galakse, som er meget mindre og mindre lysstærk end for eksempel spiral- eller elliptiske galakser. En dværggalakse defineres normalt som en galakse med en absolut størrelsesklasse svagere end -18. 
Dværggalakser er normalt kugle- eller ellipse-formede og findes ofte i grupper omkring mere lysstærke galakser.
Den Store Magellanske Sky og den Lille Magellanske Sky er eksempler på to dværggallakser. Begge befinder sig meget tæt på vores egen Mælkevejen-galakse.

## Eksterne links
- Dwarf Galaxies, universetoday.com Arkiveret 3. april 2012 hos  Wayback Machine

- Wikimedia Commons har flere filer relateret til Dværggalakse

| Portal | Portal:Astronomi |

| Astronomi | Spire Denne artikel om astronomi er en spire som bør udbygges. Du er velkommen til at hjælpe Wikipedia ved at udvide den. |